# Jiří Šedivý
Jiří Šedivý (ur. 20 sierpnia 1963 w Pradze) – czeski politolog i dyplomata, w latach 2006–2007 minister obrony, później m.in. ambasador przy NATO oraz dyrektor wykonawczy Europejskiej Agencji Obrony.

## Życiorys
Syn Jaroslava. Na przełomie lat 80. i 90. pracował w różnych zawodach. W latach 1990–1993 studiował anglistykę i politologię na Uniwersytecie Karola w Pradze, zdając egzamin z zakresu drugiej z tych dziedzin. W 1994 uzyskał magisterium z polemologii w King’s College London. W 1999 doktoryzował się z nauk politycznych na praskim uniwersytecie.
W latach 1994–1998 pracował w instytucie nauk politycznych macierzystej uczelni. W 1996 podjął zatrudnienie w Instytucie Stosunków Międzynarodowych w Pradze (ÚMV), jednostce analityczno-badawczej resortu spraw zagranicznych. Powołany w tymże roku na jego wicedyrektora, następnie w latach 1998–2004 był dyrektorem tej instytucji. Później objął stanowisko profesora w George C. Marshall European Center for Security Studies w Garmisch-Partenkirchen.
We wrześniu 2006 mianowany ministrem obrony w mniejszościowym rządzie Mirka Topolanka. Funkcję tę pełnił do stycznia 2007. Następnie do sierpnia 2007 był wiceministrem przy wicepremierze do spraw europejskich. W sierpniu 2007 został jednym z asystentów (zastępców) sekretarza generalnego NATO, odpowiadał za politykę obronną i planowanie. Stanowisko to zajmował do października 2010. Od listopada 2010 do sierpnia 2012 pełnił funkcję pierwszego wiceministra obrony. Od września 2012 do lipca 2019 sprawował urząd stałego przedstawiciela Czech przy NATO (w randze ambasadora). We wrześniu 2019 został specjalnym przedstawicielem czeskiego MSZ do spraw nowych zagrożeń.
W marcu 2020 powołany na dyrektora wykonawczego Europejskiej Agencji Obrony.